# ナリカ
ナリカは、学校向け理科教材の製造・販売を行う会社。本社・東京都千代田区。

## 沿革
- 創業　1918年　初代・中村久助社長により理科教育教材機器の製造・販売を行う「中村理科機器店」を創業する。
- 設立　1956年。資本金300万円で「中村理科工業株式会社」として設立。
- 1972年　大分市に営業所開設
- 1991年　小山市に商品センター開設
- 1993年　実験室が本社に開設
- 1994年　大阪市に営業所設置
- 2003年　九州地方の営業所を大分市から福岡市に移転
- 2006年　ISO14001認証取得
- 2008年　創業90年を記念して社名をこれまで略称として使ってきた「ナリカ」に変更する。